# TEDi
TEDi (dawniej: T€Di) – niemiecki dyskont niespożywczy.

## Charakterystyka
Nazwa firmy pochodzi od Top Euro Discount. Pierwszy sklep TEDi powstał w Dortmundzie w 2004 roku. W maju 2022 roku firma miała 2699 sklepów w Niemczech, Austrii, Słowenii, Słowacji, Hiszpanii, Chorwacji, Włoszech i w Polsce. Asortyment sklepów TEDi obejmuje artykuły gospodarstwa domowego, imprezowe, dla majsterkowiczów, artykuły papiernicze, zabawki oraz produkty drogeryjne i kosmetyczne. Powierzchnie sklepów TEDI kształtują się pomiędzy 500 a 1300 metrów kwadratowych, a obecna strategia rozwoju zakłada otwieranie placówek w miejscowościach powyżej 20 tysięcy mieszkańców. W Polsce  pierwszy sklep TEDi otwarto pod koniec czerwca 2018 roku w Dąbrowie Górniczej. W maju 2021 roku sieć miała 98 placówek w Polsce. Firma należy do grupy Tengelmann, w skład której wchodzi również sieć sklepów KiK. Firma nie zdecydowała się na prowadzenie swoich placówek w modelu franczyzowym.